# Тропични и субтропични тревни, саванни и храстови биоми
Тропични и субтропични тревни, саванни и храстови биоми са биом, един от основните хабитатни типове във физикогеографската класификация на Световния фонд за природата.
Характерни са за областите в тропиците със сравнително ниски годишни валежи - обикновено 900 до 1500 милиметра, - които не позволяват развитието на гори. Те заемат значителна част от Африка и обширни области в Австралия и Южна Америка. Доминиращи обикновено са тревни видове или храсти, между които може да има и разпръснати дървета, като в саваните.